# 1955年越南国全民公决

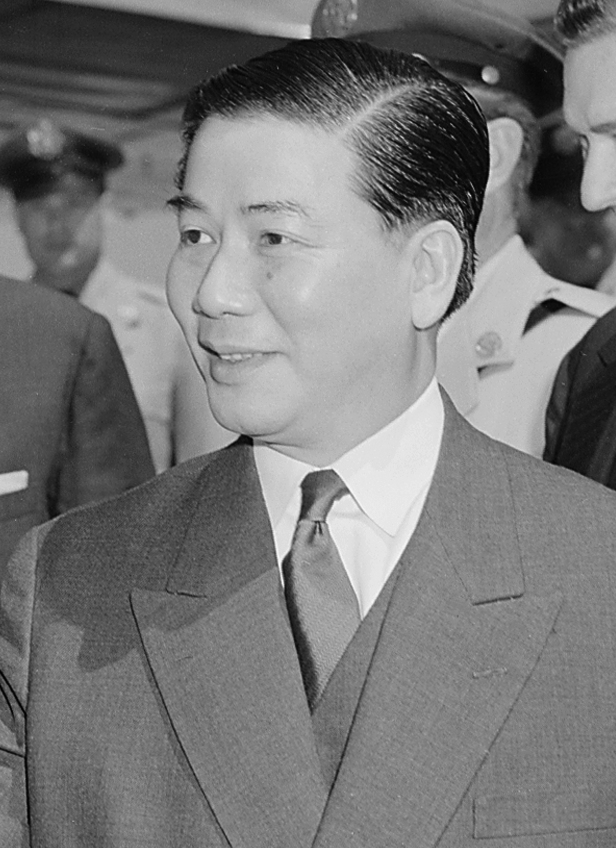
吳廷琰在欺骗性的公民投票后，宣布自任新成立的越南共和国总统

1955年越南公民投票决定了越南国的未来政体，南越政权因此由君主制转变成为越南共和国。投票中竞争的双方：首相吳廷琰和保大皇帝分别主张实行共和制和君主制。最后吴廷琰通过舞弊的手段獲勝，得票率高达98.2%。在首都西贡，吴廷琰获得超过60万票，尽管选民名册上一共只有45万人。甚至在受到敌对陣營阻止投票的乡村地区，他获得的选票也超过登记选民的90%。
这次公民投票是保大国长與其首相之间权力斗争的最后对决。保大国长厌恶吴廷琰，频繁地试图罢免他，任命他为首相仅仅是由于他是获得美國援助的管道。在这期间，越南将要进入一个不安定时期，因为根据结束法越战争的《日内瓦协定》，越南被暂时分割，越南国控制国家的南半部，将举行全国大选组成共同的政府，来恢复国家统一。越南国军未能完全控制整个国家，宗教派别高台教与和好教在乡村地区武装割据，各自拥有私人军队，而平川派控制着西贡的街道。吴廷琰不顾保大国长的干涉，到1955年中，设法征服了私人军队，在全国强化了政府的统治。
吴廷琰被他的成功所激励，开始策划让保大国长下台。他预定在1955年10月23日举行公民投票，将保大国长推出政治舞台。在投票的准备阶段，保大国长的竞选活动遭到禁止，而吴廷琰的竞选活动集中于针对保大国长的个人攻击。政府控制的媒体发起对保大国长的輿論攻击，而警察挨家挨户警告人们不投票的后果。吴廷琰的弟弟吴廷瑈協助他成功地在选举中舞弊，勝出後吴廷琰宣布由他本人担任新成立的越南共和国总统。

## 背景
1954年，法国军队在奠边府战役中战败，随后签署了《日内瓦协定》，结束了法国对越南的殖民统治。根据协定，法国殖民军通过越南国及其傀儡保大帝，暂时控制北纬17度线以南。胡志明的越盟在1945年成立的越南民主共和国则控制着北方。协定还规定到1956年需举行一場全国普选，组成一个共同政府以重新统一国家。1954年7月，在过渡期间，保大皇帝任命吴廷琰担任越南国首相。在1954年10月11日之前300天的期限内，允许越南南北两方之间自由通行，直到国际监察委员会关闭边境。根据《日內瓦協定》，反共军事人员应该撤退到南方，而共产党武装应迁徙到北方。平民可以自由迁徙到自己选择的一方。在300天内，天主教教徒吴廷琰和美国中央情报局顾问爱德华·兰斯代尔进行了一场遊说人们迁徙到南越的战役，尤其是针对天主教徒（用“上帝已经来到南方”的口号）。共有80万到100万人迁徙到南方，其中大部分是天主教徒，他们后来提供了吴廷琰的权力基础。1955年初，法属印度支那政府解散，使吴廷琰得以暂时控制了南方。
当时，吴廷琰的权威不能超出首相府的大门。保大国长对他信心不足，只给他有限的支持。过去他们曾经有过冲突，吴廷琰曾经在20年前辞去保大皇帝的吏部尚书的职务，认为保大软弱无能。大多数历史学家相信，保大国长之所以选择吴廷琰，是因为他有能力获取美国的支持和资助。吴廷琰的权威面临4个集团的挑战。和好教与高台教两个宗教派别各自都拥有私人军队，控制着湄公河三角洲和西贡以西地区。平川派是一个武装的犯罪集团，控制西贡许多地方，有4万名私人军队。越南獨立同盟會仍然控制许多乡村地区。越南國軍由阮文馨将军统帅，他是一位法国公民，厌恶并且经常违抗吴廷琰的命令。更为恶劣的是，保大国长将警察执照出售给平川派，因此将警察权交在犯罪集团手中。
法国和美国对吴廷琰统治的能力有所怀疑。1955年4月，吴廷琰下令平川派放弃控制警察权，并且并入越南国军，威胁说如果拒绝，将碾碎他们。他贿赂和好教和高台教指挥官加入越南国军，一些指挥官及其部下陆续投降，而其他人继续率军反对西贡。平川派公然藐视吴廷琰的最后通牒，4月27日，越南国军发起西贡战役。在短暂然而激烈的战斗之后，造成500到1,000人丧生，约20,000人无家可归。平川派被粉碎。吴廷琰恢复了美国对他的信心，控制了警察权。欢呼的群众赞颂吴廷琰，并谴责保大国长。 吴廷琰巩固其权力后，变得更为自信。5月15日，他废除了保大国长的皇家卫队，5,000名士兵编入越南国军的第11和第42步兵团。这时吴廷琰剥夺了保大皇帝广阔的皇室领地皇朝疆土。6月15日，吴廷琰在顺化召集皇室会议，宣布剥夺保大皇帝的权力，而自己則成为总统。

## 竞选

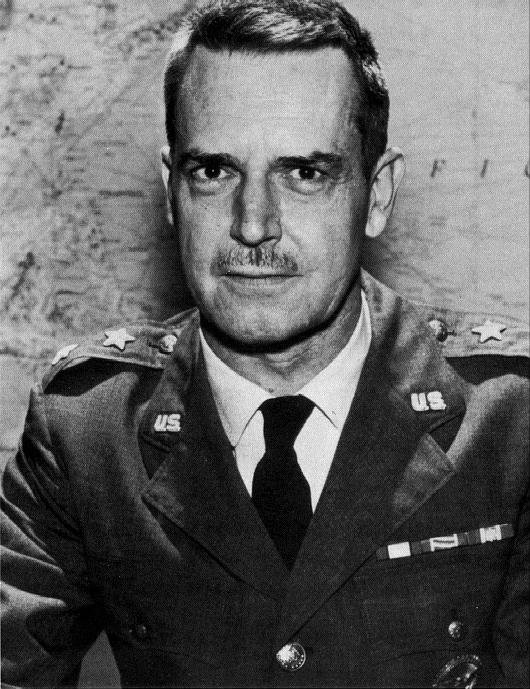
美國中央情報局顧問爱德华·兰斯代尔空軍少將帮助吴廷琰进行竞选

1955年7月7日，吴廷琰在他就任首相一周年时，宣布将在10月23日举行全国投票，以决定国家的未来。竞争的对手是保大国长。保大国长在位的大部分时间是在法国殖民统治时期，主张实行君主制。吴廷琰则主张实行共和制。兰斯代尔警告吴廷琰不要使用选举舞弊，相信他会赢得一次自由选举，说「我不希望突然看到你赢得了99.99%的选票。我知道那是舞弊的结果。」 美国官员认为在公平的选举中，吴廷琰将获得60–70%的选票。
吴廷琰展开了针对保大国长的个人攻击，而保大的竞选活动则遭到禁止。吴廷琰的選舉广告描绘保大国长豪华的彩车游行通过西贡的街道，他的肩上有许多钱，手中是一副纸牌，而怀中是裸体的女人，暗示保大国长富有、赌博和淫乱。据驻越南的国际救援会副指挥約瑟夫·布廷格的记录，这种影响投票的方法是“无耻的”。吴廷琰政府控制的新闻媒体用无休止的个人宣传攻势淹没了保大国长，报纸的专刊上刊登著保大国长有争议的传记。警察挨家挨户散布长着猪头的保大国长的海报和肖像，并警告不投吴廷琰的后果。
兰斯代尔建議吴廷琰将他的选票印成红色，而将保大国长的选票印成绿色。在越南，红色象征幸运和繁荣，而绿色通常与“绿帽子”或厄运有關。吴廷琰的红色选票描绘他和年轻、时髦的人在一起，而保大在照片中穿着他从来不穿的老式长袍。选票中声称支持吴廷琰就是支持民主，说“我愿废黜保大，承认吴廷琰为国家元首，委任他负责成立民主政权” 保大国长的选票写道“我不愿废黜保大，不赞成由吴廷琰担任国家元首来负责成立民主政权”。实际上吴廷琰后来试图将他的政权描述得具有活力，而当时这些做法为他的努力带来了不利影响。

## 投票与后果

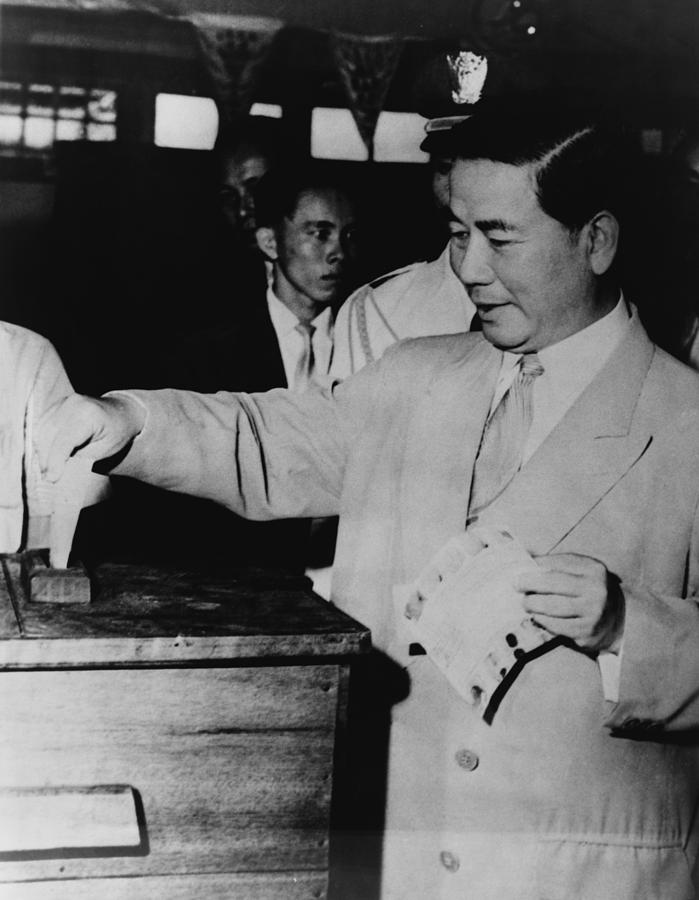
吴廷琰参与投票

10月15日，保大国长发表声明，对这次公民投票表示不满。他促請法国、英国、美国、印度，甚至苏联政府不要承认吴廷琰，声称他是《日內瓦協定》下越南重新统一的障碍。10月18日，保大国长表示正式解除吴廷琰的职务。10月19日，他谴责吴廷琰“专政”的警察手段，并警告越南平民“反对必然将他们带向毁灭、饥荒和战争的政权” 。在投票前夜，保大国长说“我可以告诉你，我知道吴廷琰先生决定获得选票的百分比”。
公民投票由吴廷琰的胞弟和亲信、勤劳人位革命党领袖吴廷瑈组织和监督，并在实际上提供吴廷琰的选举基础。在公民投票期间，吴廷瑈的职员指示选民扔掉绿色选票。违背者通常被揪出来殴打，有时甚至用辣椒或水灌他们的鼻孔。选票的统计没有独立监管，导致吴廷琰的得票率高达98.2%。吴廷琰在首都西贡获得60万5025张选票，但其实该市的登记选民仅有45万人。在其他地区，吴廷琰的得票数也超过了登记选民数。
| 选择                                             | 得票数    | %      |
| ------------------------------------------------ | --------- | ------ |
| 君主制                                           | 63,017    | 1.09   |
| 共和制                                           | 5,721,735 | 98.91  |
| 废票/空白票                                      | 0         | –      |
| 总计                                             | 5,784,752 | 100    |
| 登记投票者/投票人数                              | 5,335,668 | 108.42 |
| 资料来源：Direct Democracy（页面存档备份，存于） |           |        |

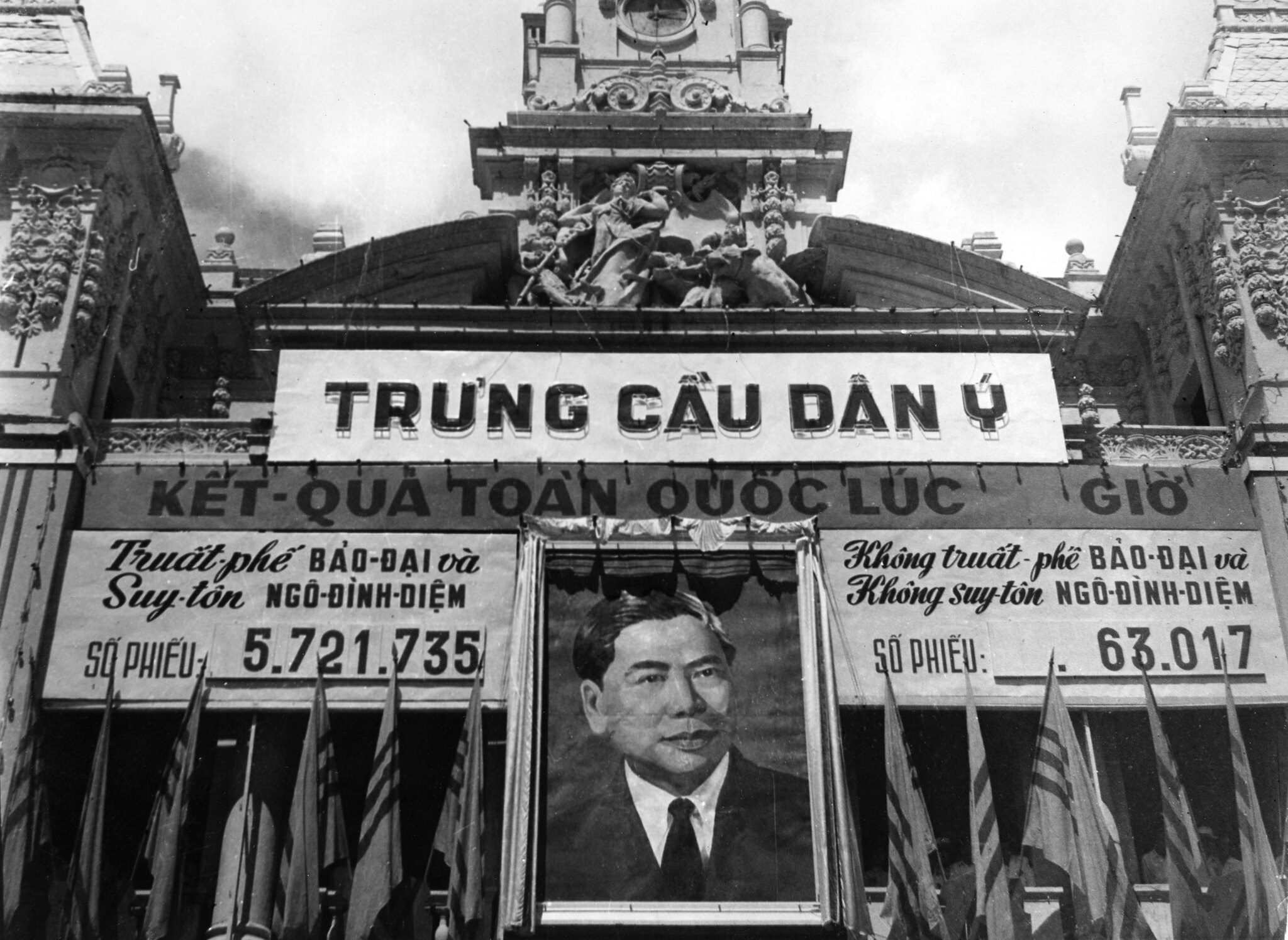
西贡街头展示投票结果

学者Bernard B. Fall说道，“毫无疑问，这次公民投票只会比专政制度下的选举有更多的舞弊。”几无异议的支持吴廷琰的选票数字也被照搬于高原和湄公河三角洲沼泽地带，那里甚至不在政府和越南国军的控制之下。在在湄公河三角洲的一些地区，即使在和好教军阀黎光榮和他的军队阻止投票的情况下，吴廷琰仍取得超过90%的压倒性票数。 
在投票結束後3天，吴廷琰宣布越南共和国成立，由他本人担任总统。美国政府向吴廷琰表示致敬。